# Torpedo adenensis
Torpedo adenensis  (лат.) — малоизученный вид скатов рода гнюсов семейства гнюсовых отряда электрических скатов. Это хрящевые рыбы, ведущие донный образ жизни, с крупными, уплощёнными грудными и брюшными плавниками, образующими диск, коротким и толстым хвостом, двумя спинными плавниками и хорошо развитым хвостовым плавником. Для защиты и атаки они могут генерировать электрический ток. Являются эндемиками восточной части Аденского залива и обитают у берегов Йемена на глубине до 230 м. Максимальная зарегистрированная длина 40 см. Окраска красноватого цвета без отметин. Размножаются яйцеживорождением. Не представляют интереса для коммерческого рыболовства. Страдают от прилова, поскольку в их ареале ведётся интенсивный промысел креветок. 

## Таксономия
Первый экземпляр нового вида был получен в ходе рейда советского исследовательского судна «Стефанов» и научно описан Марчело Л. де Карвальо, М. Ф. В. Стемэном и Л. Дж. Манило в 2002 году. Голотип представляет собой взрослого самца длиной 40,7 см, пойманного донным тралом в Аденском заливе на глубине 125—140 м (15°15′03″ с. ш. 52°00′04″ в. д.). Паратипы: взрослый самец длиной 39,7 см, пойманный там же, и взрослая самка длиной 39 см, пойманная там же на глубине 230 м. Видовой эпитет присвоен по географическому месту обнаружения голотипа. Наиболее близкородственным видом является индо-тихоокеанский электрический скат, у которого на кончике птеригоподий также имеется кожный лоскут.

## Ареал
Torpedo adenensis являются эндемиками Аденского залива. Они встречаются на глубине от 26 до 230 м у берегов Йемена. 

## Описание
Грудные плавники этих скатов формируют толстый, почти круглый диск, ширина которого превышает длину. Задний край диска почти прямой. По обе стороны головы сквозь кожу проглядывают электрические парные органы в форме почек. Позади маленьких глаз расположены крупные округлые брызгальца с приподнятыми краями, задний край которых покрыт крошечными пальцевидными выступами. Ноздри окружены кожными складками, между ноздрями имеется короткий и широкий кожаный лоскут, достающий до рта. Во рту имеется по 33—47 верхних и 32—39 нижних зубных рядов. Каждый зуб оснащён единственным остриём. Ни нижней стороне диска расположены пять пар изогнутых жаберных щелей.
Хвост короткий и толстый, по обе стороны пролегают еле заметные кожаные складки. Основание удлинённых и довольно узких брюшных плавников расположено под задним краем диска, образованного грудными плавниками.  У самцов имеются тонкие птеригоподии с кожаным лоскутом на конце. Первый спинной плавник расположен над второй половиной основания брюшных плавников. Второй спинной плавник меньше первого и имеет более наклонный постав. У самок кончики спинных плавников сильнее закруглены, по сравнению с самцами. Хвост оканчивается широким хвостовым плавником треугольной формы, с заострёнными кончиками и почти прямым задним краем. Кожа лишена чешуи. Окраска дорсальной поверхности ровного красноватого или оранжево-коричневого цвета, кончики спинных и хвостового плавников окрашены бледнее. Вентральная поверхность светло-кремовая, края грудных и брюшных плавников окрашены имеют более тёмную красноватую окантовку. Максимальная зарегистрированная длина 41 см.

## Биология
Биология этих скатов слабо изучена. Для защиты и, вероятно, нападения, они способны генерировать электричество. Они размножаются яйцеживорождением, подобно прочим электрическим скатам. Самцы и самки достигают половой зрелости при длине 28—40 см. 

## Взаимодействие с человеком
Эти скаты не представляют интереса для коммерческого рыболовства. В качестве прилова они попадаются при коммерческом донном тралении. В их ареале ведётся интенсивный промысел креветок. Международный союз охраны природы присвоил этому виду статус «Вымирающий».